# Dreieck Sinzig
Dreieck Sinzig is een knooppunt in de Duitse deelstaat Rijnland-Palts.
Op dit knooppunt sluit de A571 vanuit Sinzig aan op de A61 Venlo-Dreieck Hockenheim.

## Geografie
Het knooppunt ligt nabij het gehucht Löhndorf.
Het knooppunt ligt ongeveer 4 km ten zuidwesten van de stad Sinzig en ongeveer 4 km ten zuidoosten van de stad Bad Neuenahr-Ahrweiler.

## Configuratie
Knooppunt
Het is een trompetknooppunt.
Rijstrook
De A61-noord heeft net als de A571 2x2 rijstroken, de A61-zuid heeft daarentegen 2x3 rijstroken.
Alle verbindingswegen hebben één rijstrook.

## Verkeersintensiteiten
Dagelijks passeren ongeveer 120.000 voertuigen het knooppunt
| Van                              | Naar                   | Gemiddeld aantal voertuigen per dag | Percentage vrachtverkeer |
| -------------------------------- | ---------------------- | ----------------------------------- | ------------------------ |
| AD Bad Neuenahr-Ahrweiler (A 61) | AD Sinzig              | 59.000                              | 21,8 %                   |
| AD Sinzig                        | AS Niederzissen (A 61) | 57.200                              | 21,3 %                   |
| AS Löhndorf (A 571)              | AD Sinzig              | 06.300                              | 06,3 %                   |

## Richtingen knooppunt
| Aansluitende wegen                                    | Aansluitende wegen | Aansluitende wegen | Aansluitende wegen | Aansluitende wegen                                   |
| ----------------------------------------------------- | ------------------ | ------------------ | ------------------ | ---------------------------------------------------- |
| richting Dreieck Bad Neuenahr-Ahrweiler Bonn / Keulen |                    |                    |                    | richting Remagen / Bad Neuenahr Sinzig               |
|                                                       |                    |                    |                    |                                                      |
|                                                       |                    |                    |                    |                                                      |
|                                                       |                    |                    |                    |                                                      |
|                                                       |                    |                    |                    | richting Niederzissen / Koblenz Mainz / Ludwigshafen |